# موویرس
موویرس (به فرانسوی: Mauvières) یک کمون در فرانسه است که در اندر واقع شده‌است. موویرس ۲۳٫۹۴ کیلومتر مربع مساحت و ۳۳۴ نفر جمعیت دارد و ۷۲ متر بالاتر از سطح دریا واقع شده‌است.